# Junellia selaginoides
Junellia selaginoides là một loài thực vật có hoa trong họ Cỏ roi ngựa. Loài này được (Kunth ex Walp.) Moldenke mô tả khoa học đầu tiên năm 1940.